# トランスポーター イグニション
『トランスポーター イグニション』（仏題: Le Transporteur: Héritage、英題: The Transporter Refueled）は、2015年製作のフランス・中国合作のカーアクション映画。ジェイソン・ステイサム主演の『トランスポーター』シリーズのリブート作品である。

## ストーリー
美女アンナからの依頼を受けたフランクが約束の時間に現れると、彼の愛車（アウディ・S8）に3人の女性が乗り込んでくる。契約と違うとフランクは契約を破棄とするが銃口を向けられ拉致される。その上、猛毒による影響で余命12時間と宣告された父親の姿を見せられる。プロの運び屋としてのルールから外れた仕事を強いられたフランクは逆上するが、タイムリミットは刻一刻と迫っていた。フランクは仕方なく彼女たちのいいなりになり、アンナの作戦に協力する。作戦をなし遂げたあと、フランクは父親の猛毒は嘘だったと知らされ、彼女たちをあとにする…

## キャスト
※括弧内は日本語吹替
- フランク・マーティン - エド・スクライン（高橋広樹）

プロの運び屋。母は亡くなっている。
- フランク・シニア - レイ・スティーヴンソン（広瀬彰勇）

フランクの父親。英国領事館に勤めていた。誘拐され、遅効性の猛毒を盛られて更なる人質への状態とされる（ただし、これに関してはブラフと後に判明）。
- アンナ - ローン・シャバノル（木下紗華）

フランクに仕事を依頼した女性。カラゾフへの復讐を考える。
- ジーナ - ガブリエラ・ライト（英語版、フランス語版）（美々）

アンナの仲間。
- マリア - タティアナ・パイコヴィッチ（森なな子）

アンナの仲間。シニアを誘拐する。割と幸運で撃たれた際に、有り合わせのもので治療に成功した。
- キャオ - ウェンシア・ユー（森夏姫）

アンナの仲間。
- アルカディ・カラゾフ - ラシャ・ブコヴィッチ（木内秀信）

マフィア。
- マイッサ - ノエミ・ルノワール（森山このみ）

カラゾフの側近。
- ユーリ - ユーリー・コロコルニコフ（ロシア語版）（中根徹）

カラゾフの仲間。ジェット機で暮らしている。
- レオ・イマソフ - レン・クドリアヴィツキ（中野裕斗）

カラゾフの仲間。
- ベクタウィ - サミール・ゲスミ（フランス語版）（俊藤光利）

警部。
- スタニスラス・トゥルギン - アナトール・トーブマン（ドイツ語版）（椙本滋）

会計士。カラゾフの仲間。ジーナとキャオに殺害される。

## プロモーション展開
日本公開に合わせてNHN comico運営のオンラインコミックサイト兼オンラインコミックアプリであるcomicoにて、「怪盗ロットワイラー」とのコラボレーションでコミカライズされ前後編の読み切りとして掲載後、大幅加筆及び単行本仕様替えのうえコミカライズ版のコミックスを来場者プレゼントとして配布された。